# Русская Рада
«Ру́сская Ра́да» — популярний політичний двотижневик москвофільського напряму.
Виходив у Коломиї в 1871–1912 роках у видавництві Михайла Білоуса.
Редактор — Іван Наумович (до 1880).
Спершу часопис друкували церковною кирилицею, з 1875 — «гражданкою» — мовою, зближеною до народної.
Серед авторів статей — Саламон Щасний.